# Pseudocossus
Pseudocossus is een geslacht van vlinders van de familie houtboorders (Cossidae).

## Soorten
- P. boisduvalii Viette, 1955
- P. mineti Yakovlev, 2011
- P. olsoufieffae Yakovlev, 2011
- P. pljustchi Yakovlev & Saldaitis, 2011
- P. uliginosus Kenrick, 1914
- P. viettei Yakovlev, 2011